# Sorsatunturi
Sorsatunturi är ett berg i Finland.   Det ligger i den ekonomiska regionen  Östra Lapplands ekonomiska region  och landskapet Lappland, i den norra delen av landet, 800 km norr om huvudstaden Helsingfors. Toppen på Sorsatunturi är 628 meter över havet.
Terrängen runt Sorsatunturi är platt söderut, men norrut är den kuperad. Sorsatunturi är den högsta punkten i trakten. Runt Sorsatunturi är det mycket glesbefolkat, med 2 invånare per kvadratkilometer. Det finns inga samhällen i närheten. 